# Ambika
Ambika és un riu de l'Índia al Gujarat, en part al districte de Surat. Neix a les muntanes Bansda i corre pel territori de l'antic principat de Baroda i gira a l'oest en dos canals separats corrent cap al districte de Surat, per acabar desaiguant a la mar a 25 km al sud de Puma. Els seus afluents principals són el Kaveri i el Kharera.